# Ivan Levinstein

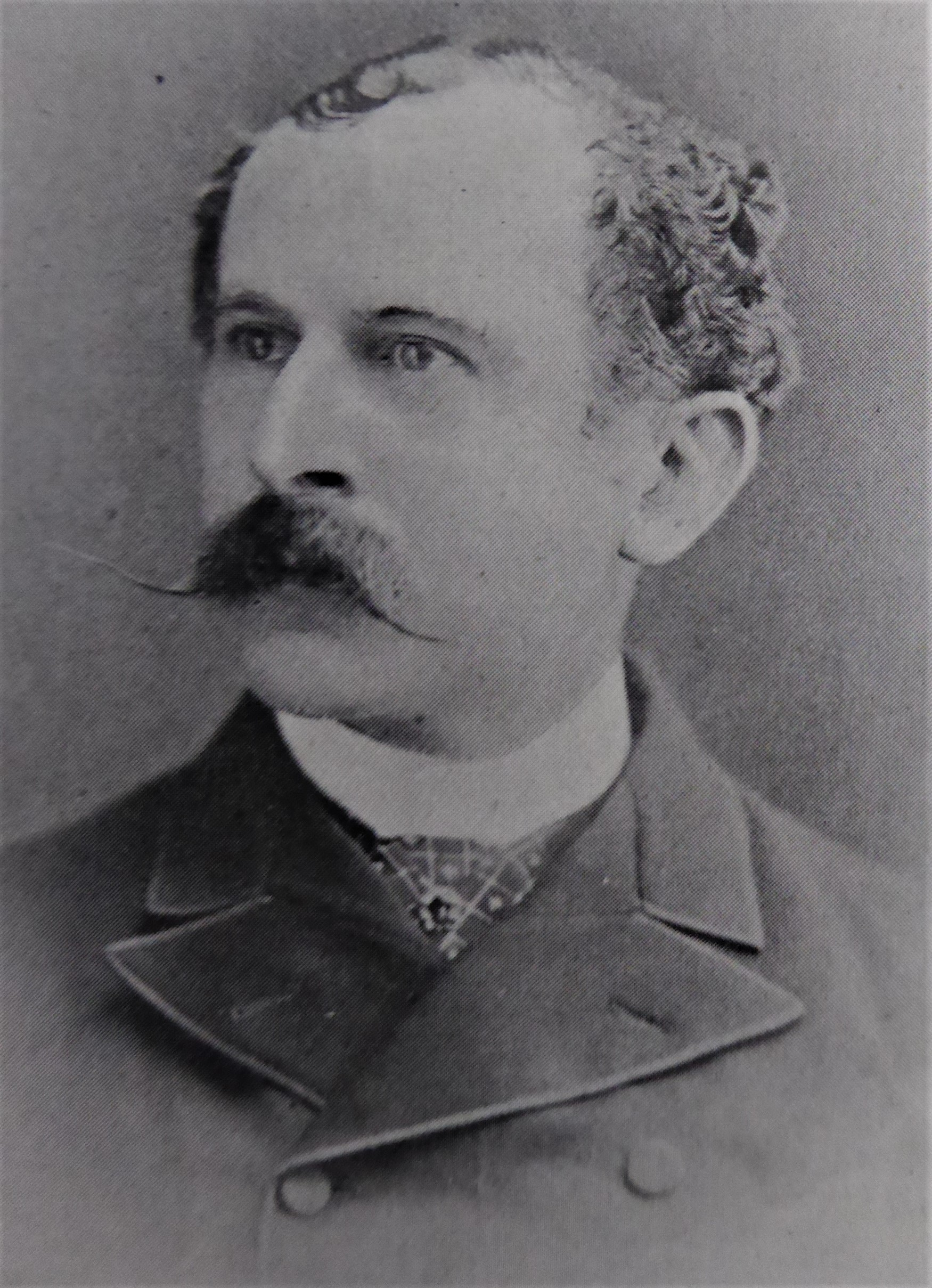
Ivan Levinstein

Ivan Levinstein (* 4. Juli 1845 in Berlin-Charlottenburg; † 15. März 1916 in Hale (Cheshire) bei Manchester) war ein deutsch-britischer Chemiker.
Levinstein studierte an der TH Berlin-Charlottenburg und der Universität Berlin Chemie und beschäftigte sich dort intensiv mit Anilin-Farbstoffen, ging aber noch vor dem Abschluss nach England, wo er 1865 bei Manchester (in Blackley im Zentrum der britischen Farbenindustrie) mit nur 19 Jahren eine Farbstofffabrik gründete, die u. a. Fuchsin herstellte. Die Firma florierte und 1887 eröffnete er ein größeres Werk in Crumpsall (später Hauptsitz von ICI). Patentstreitigkeiten mit der vor dem Ersten Weltkrieg übermächtigen deutschen Farbenindustrie (BASF, Bayer, Hoechst u. a.) behinderten ihn stark und er betrieb erfolgreich und zäh über zwanzig Jahre Lobby-Arbeit für eine Änderung des britischen Patentgesetzes, die 1902 bzw. 1907 erfolgte und die deutschen Chemiefirmen zwang, eigene Produktionsstätten in Großbritannien zu errichten, wenn sie das Patent weiter ausüben wollten. Nach seinen Worten hatten sie zuvor durch aggressive Patentpolitik fast das ganze Feld der Organischen Chemie beherrscht, auch wenn andere in der Folge bessere Herstellungsverfahren fanden. Seiner Umtriebigkeit war es hauptsächlich zu verdanken, dass England bei Ausbruch des Ersten Weltkriegs überhaupt noch eine nennenswerte Farbenindustrie besaß.
Seine Farbstoff-Firma wurde später Teil von Imperial Chemical Industries (ICI) und später BASF. Neben Farbstoffen war er auch in anderen Bereichen der Chemieindustrie aktiv (Ammonia Soda Company in Plumbley, Murgatroyd’s Salt Company).
Levinstein erhielt einen Master-Abschluss ehrenhalber der Universität Manchester. Er war einer der Gründer und zeitweise Herausgeber von Chemical Review und er war viele Jahre Präsident der Handelskammer in Manchester, 1901 bis 1903 Präsident der Society of Chemical Industry (SCI) (wie auch später sein Sohn Herbert Levinstein) und einer der Hauptförderer der Manchester School of Technology.
Die Ivan Levinstein Lecture der SCI ist ihm zu Ehren benannt.